# Paullinia coriacea
Paullinia coriacea är en kinesträdsväxtart som beskrevs av Giovanni Casaretto. Paullinia coriacea ingår i släktet Paullinia och familjen kinesträdsväxter. Inga underarter finns listade i Catalogue of Life.